# Princip maximality
Princip maximality, označovaný také někdy zkratkou PM a mimo teorii množin známější jako Zornovo lemma, je tvrzení z teorie množin, konkrétněji z teorie uspořádání, které se zabývá existencí maximálních prvků v uspořádané množině.

## Formulace principu

### Pomocná definice - řetězec
Předpokládejme, že množina A je uspořádána relací R. Podmnožinu {\displaystyle B\subseteq A} nazveme řetězcem, pokud je tato množina lineárně uspořádána relací R.

### Princip maximality
Pokud je neprázdná množina {\displaystyle A} částečně uspořádána relací {\displaystyle R} (tedy {\displaystyle (A,R)} je částečně uspořádaná množina) tak, že každý řetězec je shora omezený, pak v množině {\displaystyle A} existuje maximální prvek.

### Princip minimality
Vzhledem k dualitě pojmů týkajících se uspořádání lze „obrácením znamének“ formulovat podobné tvrzení i pro minimální prvky:
Pokud je neprázdná množina A částečně uspořádána tak, že každý řetězec je zdola omezený, pak v {\displaystyle A} existuje minimální prvek.
Tento princip je ekvivalentní obdobou principu maximality.

## Postavení principu v teorii množin
Princip maximality přibližně v dnes používané formulaci byl vysloven a dokázán Kazimierzem Kuratowským v roce 1922 za použití axiomu výběru. Princip byl později v roce 1935 znovu objeven Maxem Zornem, který zpopularizoval jeho použití v mnoha odvětvích matematiky, proto je princip zpravidla nazýván Zornovo lemma. V literatuře bylo popsáno až několik desítek tvrzení podobných principu maximality, zaručujících existenci jistých maximálních prvků v různých kontextech za splnění určitých podmínek; nejstarší se objevují v práci Felixe Hausdorffa z roku 1907.
Byla dokázána i opačná implikace, tj. tvrzení, že z principu maximality plyne axiom výběru. Princip maximality tedy patří mezi tvrzení ekvivalentní s axiomem výběru (jako například princip dobrého uspořádání), které jsou nezávislé na základních axiomech teorie množin označovaných zkratkou ZF. Přidáním kteréhokoliv z těchto principů (nebo přidáním samotného axiomu výběru) k ZF získávám „stejně silnou“ axiomatiku, která je obvykle označována jako ZFC.

## Příklady použití principu

### Trichotomie mohutnosti
Relace „mít stejnou nebo menší mohutnost jako“ je trichotomická pro všechny množiny (tj. na univerzální třídě).

Jinými slovy: z principu maximality plyne, že mohutnosti každých dvou množin lze porovnat. Toto tvrzení nelze dokázat ze základních axiomů ZF - je nutné předpokládat platnost principu maximality (nebo axiomu výběru).

### Rozklady nekonečných množin
Předpokládejme, že A je nekonečná množina. Potom platí, že
1. Množinu A lze rozložit na dvě nekonečné části, neboť pro platí, že A má stejnou mohutnost, jako její kartézský součin s dvouprvkovou množinou: {\displaystyle A\approx A\times \{0,1\}\,\!}
2. Množinu A lze rozložit na nekonečně mnoho nekonečných částí, neboť platí, že A má stejnou mohutnost, jako její druhá kartézská mocnina: {\displaystyle A\approx A\times A\,\!}